# Finasterida
Finasterida (também conhecido como Proscar, Propecia, Fincar, Finalop, Finpecia, Finax, Finast, Finara, Prosteride) é um medicamento antiandrógeno inibidor da 5-alfarredutase, a enzima que converte a testosterona em di-hidrotestosterona. É usado em  baixas doses para o tratamento da calvície e em altas doses no tratamento da hiperplasia prostática benigna e câncer de próstata.

## Uso médico
A finasterida é usada para o tratamento da hiperplasia prostática benigna (HPB) e alopecia androgenética (AAG2).

## Modo de Acção
Finasterida reduz especificamente os níveis de diidrotestosterona (DHT), a causa principal de queda de cabelo de padrão masculino. A Finasterida baixa os níveis de DHT pois impede que a ação da enzima 5-alfa-redutase tipo II que tem a função de converter a testosterona em dihidrotestosterona (DHT). Desta maneira, Finasterida ajuda a reverter o processo da calvície, levando ao aumento do crescimento capilar e à prevenção de perdas adicionais de cabelo.

## Posologia
Para queda de cabelo - Uso de 1 comprimido de Finasterida 1mg, uma vez por dia, de preferência no mesmo horário
Para HPB - Uso de 1 comprimdo de Finasterida 5mg, uma vez por dia, de preferência no mesmo horário

### Superdosagem
Não há recomendações de nenhuma terapia específica para a superdosagem do produto de 1 mg/dia; 5mg/dia.

## Contraindicações
A Finasterida não é indicada para uso em mulheres. Alguns estudos indicam que o fármaco não afeta a espermatogênese masculina. Contudo há poucos estudos do fármaco no estudo da teratologia quando utilizados por mulheres grávidas ou em amamentação. Sabe-se que o fármaco inibe a conversão da testosterona em dihidrotestosterona sendo útil para o tratamento do câncer de próstata e da calvície masculina.

## Reações adversas
Efeitos colaterais da finasterida incluem impotência  (1.1 a 18,5%), ejaculação anormal (7,2%), diminuição do volume ejaculado (0,9 a 2,8%), função sexual alterada (2,5%), ginecomastia - crescimento anormal das mamas em homens (2,2%) e dor nos testículos.
De acordo com a bula do medicamento, os efeitos colaterais cessaram nos homens que pararam o tratamento assim como na maioria que continuou tomando o remédio. Existem relatos de pacientes sobre a possibilidade da finasterida afetar a fertilidade (quantidade, motilidade e normalidade dos espermatozoides).
Em dezembro de 2010, a Merck (fabricante e proprietária da patente da finasterida até 2006) adicionou depressão, como possível efeito colateral, na bula do remédio, nos Estados Unidos.
Alguns usuários do blog Riscos do Finasterida afirmam que tiveram vários efeitos colaterais, tais como: baixa produção de esperma, baixa libido, menor ereção, confusão mental, depressão, ansiedade, impotência sexual irreversível em alguns casos, acne, déficit de atenção, enjoos, falta de ar, ginecomastia, dor nos testículos, diminuição da fertilidade, diminuição da qualidade dos espermatozoides.

## Possibilidade de  reações adversas persistentes
Muitos homens relatam diminuição de libido e dificuldade de obter uma ereção, mesmo após parar o tratamento. No Brasil, a Folha de S. Paulo publicou uma reportagem sobre o assunto em Abril de 2011. Em Dezembro de 2008, a Agência de Produtos Médicos da Suécia concluiu uma investigação de segurança e advertiu que o uso de Finasterida 1 mg pode causar disfunção sexual irreversível. A Agência obrigou o fabricante a mudar a bula na Suécia e incluir dificuldade de obter uma ereção, que persiste indefinidamente, como possível efeito colateral do medicamento. A Agência regulatória de produtos médicos e de saúde da Grã-Bretanha (MHRA) relata que dificuldade de obter uma ereção que persiste após o uso do Finasterida foi relatado à agência por pacientes e médicos. Mudanças similares na bula também foram feitas pelo governo italiano. Em 2011, a Merck adicionou na bula nos Estados Unidos que existem casos reportados de "dificuldade de obter uma ereção que persiste após descontinuar o tratamento".
Existem diversos sites e blogs com relatos de médicos e pacientes questionando a segurança do Finasterida 1 mg.

## Tratamento de hiperplasia prostática benigna
A finasterida é utilizada também no tratamento de homens mais idosos com hiperplasia prostática benigna em doses 5 vezes superiores à recomendada para alopecia androgenética. Outros efeitos colaterais relatados após a comercialização da concentração de 5 mg em homens com HPB são aumento do volume e da sensibilidade da mama; e reações de hipersensibilidade, incluindo edema labial e erupções cutâneas. Em estudos clínicos com finasterida, a incidência desses eventos não foi diferente da observada no grupo placebo.

## Desporto
O uso da Finasterida já foi proibida no desporto pois é uma das substâncias capazes de mascarar o doping desportivo, porém atualmente os inibidores da alfa-redutase não constam mais na lista da WADA.

## Surtos Psicóticos
Há relatos médicos que a finasterida ao ser utilizada com a sibutramina desencadeou um surto psicótico num homem de 30 anos, que estava tendo êxito no tratamento contra a obesidade.